# Posłonek rozesłany nagi
Posłonek rozesłany nagi Helianthemum nummularium (L.) Mill. subsp. glabrum (W.D.J. Koch) Wilczek – podgatunek rośliny wieloletniej należący do rodziny posłonkowatych. Według niektórych autorów uważany jest za oddzielny gatunek – posłonek nagi. Na stanowiskach naturalnych w Polsce występuje wyłącznie w Tatrach. Jest rośliną rzadką.

## Morfologia
PokrójPółkrzew o zimozielonych liściach, osiągająca wysokość do 30 cm. Podgatunek trudny do odróżnienia od posłonka rozesłanego wielkokwiatowego. Zewnętrznie różni się od niego tylko owłosieniem liści.
LiścieUlistnienie naprzeciwległe. Liście z przylistkami, eliptyczne lub szerokolancetowate, połyskujące, długości 15–40 mm i szerokości do 14 mm. Charakterystyczną cechą gatunkową jest brak owłosienia liści i kielicha kwiatów. Włoski występować mogą jedynie na nerwie dolnej strony blaszki liściowej.
KwiatyDuże, pojedyncze. Działki kielicha na nerwach są owłosione długimi włosami, między nerwami są nagie, lub tylko słabo owłosione. Kielich trwały. Wewnętrzne działki mają długość 7–10 mm. 5 Płatków korony o żółtej barwie i długości 10–18 mm. Liczne pręciki na długich i cienkich nitkach, słupek z pojedynczą szyjką.
OwocPękająca 3 klapami torebka z niełupkami.

## Biologia i ekologia
- Półkrzew, chamefit. Kwitnie od lipca do września. Siedlisko: Szczeliny skalne, skały, upłazy, murawy, głównie na podłożu wapiennym. Roślina wysokogórska. Gatunek charakterystyczny dla klasy (Cl.) Festuco-Brometea[6].

- Tworzy mieszańce z posłonkiem rozesłanym i posłonkiem wielkokwiatowym[5].